# Cuitláhuac, Veracruz
Cuitláhuac är en ort i Mexiko.   Den ligger i kommunen Cuitláhuac och delstaten Veracruz, i den sydöstra delen av landet, 260 km öster om huvudstaden Mexico City. Cuitláhuac ligger 383 meter över havet och antalet invånare är 12 331.
Terrängen runt Cuitláhuac är huvudsakligen platt, men norrut är den kuperad. Runt Cuitláhuac är det ganska tätbefolkat, med 134 invånare per kvadratkilometer. Cuitláhuac är det största samhället i trakten. Trakten runt Cuitláhuac består till största delen av jordbruksmark.